# Онуфрій Братковський
Онуфрій Братковський (хресне ім'я Юрій, пол. Onufry Bratkowski; 10 березня 1722, околиці Перемишля — 26 лютого 1790, Унів біля Перемишлян) — руський (український) священик, василіянин, проповідник, педагог, Унівський архимандрит, протоігумен Руської провінції Василіянського Чину (1772—1776).

## Життєпис

### Походження і навчання
Народився 10 березня 1722 року в Перемишльській землі у шляхетській родині поморянського мечника і дідича в Журавному Івана Братковського гербу Свинка і його дружини Марії.
Початкову науку отримав в єзуїтській колегії в Перемишлі. До Василіянського Чину на новіціат у Добромилі вступив 15 лютого 1742 р., де 2 травня 1743 р. склав вічні обіти, після чого виїхав на студії риторики до Гощі. У серпні 1745 р. виїхав на навчання до єзуїтської колегії в Браунсбергу (нині Бранево, Польща), де 7 листопада записався на філософський курс. Після п'яти років навчання (філософія і богослов'я) Львівський єпископ Лев Шептицький 29 червня 1750 р. висвятив його у Львові на священника.
Разом з іншими своїми родичами в 1782—1783 роках довів своє шляхетське походження у Львівському гродському та земському судах.

### Душпастирська, педагогічна й адміністративна діяльність
Від серпня 1750 р. викладав риторику в Гощанській василіянській колегії, після чого був проповідником у Ставропігійській церкві Успіння Пресвятої Богородиці у Львові, потім від серпня 1753 р. — вікарієм у Крехівському монастирі, а від квітня 1754 р. виконував цей же обов'язок в Уневі. Від липня 1757 р. впродовж п'яти років був ректором василіянської колегії в Шаргороді. У жовтні 1763 р. на генеральній капітулі Василіянського Чину вибраний його секретарем, переїхав до Почаївського монастиря. Після смерті протоархимандрита Іпатія Білинського (1771 р.) став протоконсультором Чину, а на капітулі в Берестю 1772 р. — протоігуменом Руської (Коронної) провінції (до 1776 р.). У 1772 р. від польського короля Станіслава отримав призначення («номінацію») на Унівську архимандрію (поставлений архимандритом 6 березня 1773 р.). Як архимандрит мав право вживання інсиґній (митра, жезл) і засідати в Галицькому становому сеймі.
Був чоловіком ученим, досвідченим і працьовитим («vir sanctitate, eruditione et prudentia commendatissimus»). Пильно дбав про дисципліну і чернече життя по василіянських монастирях. Організував і провів урочисту коронацію Почаївської чудотворної ікони Пресвятої Богородиці (8 вересня 1773 р.), а в часі святкувань виголосив промову латинською мовою. За панування Марії Терезії і Йосифа II старався вберегти від скасування василіянські монастирі у Галичині. За його старанням постав новий василіянський монастир у Дрогобичі (1774—1775 рр.). По ньому залишилася велика рукописна і друкована спадщина: циркулярні листи, меморіали, розпорядження, акти, пов'язані із його урядуванням як протоігумена («Acta Religiosissimi Patris Don O.B. (1772—1776)»).
Генеалогія роду Братковських і, зокрема, архимандрита Онуфрія зберігається в Центральному Державному Історичному Архіві України у Львові (ЦДІАУЛ), Ф. 13, Оп. 3, Спр. 27, арк. 47.